# SCiO
SCiO（サイオ）とはスマートフォンと連携して成分を分析する装置。

## 概要
内部に小型の近赤外線分光計が備えられており、物質固有のスペクトルを観測して照合することによって成分を分析する。2014年に20万ドルのプレッジゴール（募集予定金額）に対して、10倍以上の約276万ドルをKickstarterで調達して2015年から出荷を開始した。分光計なので定性分析には適するが定量分析には適さない。
また組み込み製品のためにSCiOモジュール単体でも販売されており、2017年のコンシューマー・エレクトロニクス・ショーではSCiOを備えたChanghong H2が発表された。

## 原理
1.93 μmの波長の赤外線で水分（遊離OH）、2.10 μmの波長の赤外線で炭水化物（分子内OH）を、2.18 μmの波長の赤外線で蛋白質（CONH(アミド結合））を、2.31 μmの波長の赤外線で脂質（CH2）の状態を観測できるとされる。

## 主な用途
- 唐辛子のカプサイシンの含有[4]
- ワイン、ビール中のアルコール[4]
- ジュースの糖度[4]
- タマネギの糖度[4]
- 牛乳中の脂質[4]